# 1858年
1858年（1858 ねん）は、西暦（グレゴリオ暦）による、金曜日から始まる平年。

## 他の紀年法
- 干支：戊午
- 日本（天保暦）
  - 安政4年11月17日 - 安政5年11月27日
  - 皇紀2518年
- 清
  - 咸豊7年11月17日 - 咸豊8年11月27日
- 朝鮮

  - 李氏朝鮮 : 哲宗9年
  - 檀紀4191年
- 阮朝（ベトナム）
  - 嗣徳11年
- 仏滅紀元：2400年 - 2401年
- イスラム暦：1274年5月15日 - 1275年5月25日
- ユダヤ暦：5618年4月15日 - 5619年4月24日
- 修正ユリウス日(MJD)：-320 - 44
- リリウス日(LD)：100521 - 100885

※皇紀は、太陽暦採用と共に1873年に施行された。

※檀紀は、大韓民国で1948年9月25日に法的根拠を与えられたが、1961年年号廃止の法令を制定に伴い、1962年1月1日からは公式な場での使用禁止。

## カレンダー
| 1月 |    |    |    |    |    |    |
| 日  | 月 | 火 | 水 | 木 | 金 | 土 |
|     |    |    |    |    | 1  | 2  |
| 3   | 4  | 5  | 6  | 7  | 8  | 9  |
| 10  | 11 | 12 | 13 | 14 | 15 | 16 |
| 17  | 18 | 19 | 20 | 21 | 22 | 23 |
| 24  | 25 | 26 | 27 | 28 | 29 | 30 |
| 31  |    |    |    |    |    |    |
|     |    |    |    |    |    |    |

| 2月 |    |    |    |    |    |    |
| 日  | 月 | 火 | 水 | 木 | 金 | 土 |
|     | 1  | 2  | 3  | 4  | 5  | 6  |
| 7   | 8  | 9  | 10 | 11 | 12 | 13 |
| 14  | 15 | 16 | 17 | 18 | 19 | 20 |
| 21  | 22 | 23 | 24 | 25 | 26 | 27 |
| 28  |    |    |    |    |    |    |
|     |    |    |    |    |    |    |

| 3月 |    |    |    |    |    |    |
| 日  | 月 | 火 | 水 | 木 | 金 | 土 |
|     | 1  | 2  | 3  | 4  | 5  | 6  |
| 7   | 8  | 9  | 10 | 11 | 12 | 13 |
| 14  | 15 | 16 | 17 | 18 | 19 | 20 |
| 21  | 22 | 23 | 24 | 25 | 26 | 27 |
| 28  | 29 | 30 | 31 |    |    |    |
|     |    |    |    |    |    |    |

| 4月 |    |    |    |    |    |    |
| 日  | 月 | 火 | 水 | 木 | 金 | 土 |
|     |    |    |    | 1  | 2  | 3  |
| 4   | 5  | 6  | 7  | 8  | 9  | 10 |
| 11  | 12 | 13 | 14 | 15 | 16 | 17 |
| 18  | 19 | 20 | 21 | 22 | 23 | 24 |
| 25  | 26 | 27 | 28 | 29 | 30 |    |
|     |    |    |    |    |    |    |

| 5月 |    |    |    |    |    |    |
| 日  | 月 | 火 | 水 | 木 | 金 | 土 |
|     |    |    |    |    |    | 1  |
| 2   | 3  | 4  | 5  | 6  | 7  | 8  |
| 9   | 10 | 11 | 12 | 13 | 14 | 15 |
| 16  | 17 | 18 | 19 | 20 | 21 | 22 |
| 23  | 24 | 25 | 26 | 27 | 28 | 29 |
| 30  | 31 |    |    |    |    |    |
|     |    |    |    |    |    |    |

| 6月 |    |    |    |    |    |    |
| 日  | 月 | 火 | 水 | 木 | 金 | 土 |
|     |    | 1  | 2  | 3  | 4  | 5  |
| 6   | 7  | 8  | 9  | 10 | 11 | 12 |
| 13  | 14 | 15 | 16 | 17 | 18 | 19 |
| 20  | 21 | 22 | 23 | 24 | 25 | 26 |
| 27  | 28 | 29 | 30 |    |    |    |
|     |    |    |    |    |    |    |

| 7月 |    |    |    |    |    |    |
| 日  | 月 | 火 | 水 | 木 | 金 | 土 |
|     |    |    |    | 1  | 2  | 3  |
| 4   | 5  | 6  | 7  | 8  | 9  | 10 |
| 11  | 12 | 13 | 14 | 15 | 16 | 17 |
| 18  | 19 | 20 | 21 | 22 | 23 | 24 |
| 25  | 26 | 27 | 28 | 29 | 30 | 31 |
|     |    |    |    |    |    |    |

| 8月 |    |    |    |    |    |    |
| 日  | 月 | 火 | 水 | 木 | 金 | 土 |
| 1   | 2  | 3  | 4  | 5  | 6  | 7  |
| 8   | 9  | 10 | 11 | 12 | 13 | 14 |
| 15  | 16 | 17 | 18 | 19 | 20 | 21 |
| 22  | 23 | 24 | 25 | 26 | 27 | 28 |
| 29  | 30 | 31 |    |    |    |    |
|     |    |    |    |    |    |    |

| 9月 |    |    |    |    |    |    |
| 日  | 月 | 火 | 水 | 木 | 金 | 土 |
|     |    |    | 1  | 2  | 3  | 4  |
| 5   | 6  | 7  | 8  | 9  | 10 | 11 |
| 12  | 13 | 14 | 15 | 16 | 17 | 18 |
| 19  | 20 | 21 | 22 | 23 | 24 | 25 |
| 26  | 27 | 28 | 29 | 30 |    |    |
|     |    |    |    |    |    |    |

| 10月 |    |    |    |    |    |    |
| 日   | 月 | 火 | 水 | 木 | 金 | 土 |
|      |    |    |    |    | 1  | 2  |
| 3    | 4  | 5  | 6  | 7  | 8  | 9  |
| 10   | 11 | 12 | 13 | 14 | 15 | 16 |
| 17   | 18 | 19 | 20 | 21 | 22 | 23 |
| 24   | 25 | 26 | 27 | 28 | 29 | 30 |
| 31   |    |    |    |    |    |    |
|      |    |    |    |    |    |    |

| 11月 |    |    |    |    |    |    |
| 日   | 月 | 火 | 水 | 木 | 金 | 土 |
|      | 1  | 2  | 3  | 4  | 5  | 6  |
| 7    | 8  | 9  | 10 | 11 | 12 | 13 |
| 14   | 15 | 16 | 17 | 18 | 19 | 20 |
| 21   | 22 | 23 | 24 | 25 | 26 | 27 |
| 28   | 29 | 30 |    |    |    |    |
|      |    |    |    |    |    |    |

| 12月 |    |    |    |    |    |    |
| 日   | 月 | 火 | 水 | 木 | 金 | 土 |
|      |    |    | 1  | 2  | 3  | 4  |
| 5    | 6  | 7  | 8  | 9  | 10 | 11 |
| 12   | 13 | 14 | 15 | 16 | 17 | 18 |
| 19   | 20 | 21 | 22 | 23 | 24 | 25 |
| 26   | 27 | 28 | 29 | 30 | 31 |    |
|      |    |    |    |    |    |    |

## できごと

### 1月
- 1月1日 - 英領カナダが通貨に10進法を導入
- 1月1日 - アロー戦争: 広州の戦い終結、広州陥落。
- 1月14日 - フェリーチェ・オルシーニがナポレオン3世暗殺未遂
- 1月15日（安政4年12月1日） - 南部藩士大島高任が洋式高炉で出銑に成功（日本初の近代製鉄）
- 1月25日 - 英ヴィクトリア女王の長女ヴィクトリア王女とプロイセン皇太弟ヴィルヘルム(後のヴィルヘルム1世)の長男フリードリヒ(後のフリードリヒ3世)の結婚式

メンデルスゾーンの結婚行進曲が演奏され同曲が有名となる

### 2月
- 2月11日 - ルルドで聖母マリアが出現したとされる
- 2月25日 - 第2次ダービー伯爵内閣（保守党政権）成立

### 3月
- 3月30日 - Hymen Lipmanが消しゴム付き鉛筆の米国特許を取得（1875年却下）
- インド大反乱の終結。ムガル帝国の滅亡。

### 4月
- 4月9日（安政5年2月26日） - 飛越地震

### 5月
- 5月11日 - 米国でミネソタが32番目の州となる
- 5月15日 - 英国でロイヤル・イタリアン・オペラ新築開場（コヴェント・ガーデン）
- 5月28日 - 露清間でアイグン条約締結

### 6月
- 6月2日 - ジョヴァンニ・バッティスタ・ドナティが彗星を発見する
- 6月4日（安政5年4月23日） - 井伊直弼が大老に就任
- 6月13日 - 6月27日 - アロー戦争: 天津条約締結

### 7月
- 7月1日 - ダーウィンとウォレスの自然選択説がロンドン・リンネ学会で公表
- 7月29日（安政5年6月19日） - 日米修好通商条約調印

### 8月
- 8月3日 - 英国が東インド会社への委託統治を廃止し直接統治とする
- 8月5日 - 初の大西洋横断電信ケーブル敷設
- 8月11日 - チャールズ・バリントンがアイガー初登頂
- 8月14日（安政5年7月6日） - 第13代征夷大将軍徳川家定薨去
- 8月16日（安政5年7月8日）
  - 外国奉行を設置
  - ヴィクトリア英女王とブキャナン米大統領が大西洋横断海底ケーブルの完成を祝うメッセージを交換する。
- 8月18日（安政5年7月10日） - 日蘭修好通商条約調印
- 8月19日（安政5年7月11日） - 日露修好通商条約調印
- 8月26日（安政5年7月18日） - 日英修好通商条約調印

### 9月
- 9月14日（安政5年8月8日） - 戊午の密勅
- 9月28日 - 彗星が初めて写真撮影される（ドナティ彗星 (C/1858 L1)）

### 10月
- 10月7日、精神疾患のプロイセン王フリードリヒ・ヴィルヘルム4世に代わってその弟ヴィルヘルムが摂政に就任。
- 10月9日（安政5年9月3日） - 日仏修好通商条約調印
- 10月11日（安政5年9月5日） - 安政の大獄による捕縛開始
- 10月21日 - ジャック・オッフェンバック喜歌劇「天国と地獄」初演（ブフ・パリジャン座）

### 11月
- 11月6日 - プロイセン摂政ヴィルヘルム、カール・アントン侯を首相に任じ、自由主義派閣僚が多数参加する「新時代（ドイツ語版）」内閣を発足させる。
- 11月15日～25日頃 - 福澤諭吉が蘭学塾（後の慶應義塾）を開く[1]
- 11月30日（安政5年10月25日） - 第14代征夷大将軍に徳川家茂が就任
- 11月中、プロイセン衆議院総選挙。自由主義派圧勝。保守派大惨敗。

### 12月
- 12月16日 - オランダ政府がスホクラントの放棄を決定（1859年施行）
- 12月31日 - ヴィクトリア英女王がオタワをカナダの首都と定める。

### 日付不詳
- ベルギーのジャン＝ジョゼフ・エティエンヌ・ルノアール (1822–1900) が、蒸気機関の後継となった内燃機関を発明
- イギリス議会でユダヤ人解放法（英語版）が成立。ユダヤ人に議会の扉が開かれる。
- かどや製油創業
- この年からコレラの流行が始まる（いわゆる安政コレラ）。各地で地震、津波、風災なども重なり困窮する人々が増加。物価も上昇し、東海道の各宿における人馬賃銭は7割増となった[2]。

## 誕生
- 1月1日 - ヒュー・ニコル、メジャーリーガー（+ 1921年）
- 1月6日 - アルバート・マンセル、マンセル表色系の発案者（+ 1918年）
- 1月13日 - エドモン＝フランソワ・アマン＝ジャン、画家（+ 1936年）
- 1月15日（安政4年12月1日） - 植村正久、思想家・伝道者・牧師・神学者（+ 1925年）
- 1月15日（安政4年12月1日） - 箕作佳吉、動物学者（+ 1909年）
- 1月15日 - ジョヴァンニ・セガンティーニ、画家（+ 1898年）
- 1月22日 - フレデリック・ルガード、軍人・探検家・香港総督・ナイジェリア総督（+ 1945年）
- 2月6日（安政4年12月23日） - 山縣伊三郎、内務官僚・政治家（+ 1927年）
- 2月12日 - ウィリアム・ベリマン・スコット、古生物学者（+ 1947年）
- 2月28日（安政5年1月15日） - 元田肇、政治家（+ 1938年）
- 3月1日 - ゲオルク・ジンメル、社会学者（+ 1918年）
- 3月10日（安政5年1月25日） - 御木本幸吉、ミキモト創業者（+ 1954年）
- 3月18日（安政5年2月4日） - 井上円了、哲学者・教育者（+ 1919年）
- 3月18日 - ルドルフ・ディーゼル、発明家（+ 1913年）
- 3月23日（安政5年2月9日） - 北条時敬、数学者（+ 1929年）
- 3月29日（安政5年2月15日） - 和井内貞行、養魚事業家（+ 1922年）
- 3月30日（安政5年2月16日）- 湯浅半月、聖書学者・詩人（+ 1943年）
- 4月23日 - マックス・プランク、ドイツの物理学者（+ 1947年）
- 4月28日（安政5年3月15日） - 楠瀬幸彦、陸軍軍人（+ 1927年）
- 5月5日 - ピエール・アドルフォ・ティリンデッリ、作曲家・ヴァイオリニスト（+ 1937年）
- 5月8日 - ダン・ブローザーズ、メジャーリーガー（+ 1932年）
- 5月25日 - ティップ・オニール、メジャーリーガー（+ 1915年）
- 6月19日（安政5年5月9日） - 大島健一、陸軍軍人・政治家（+ 1947年）
- 6月23日（安政5年5月13日） - 長岡外史、陸軍軍人・政治家（+ 1933年）
- 7月4日（安政5年5月24日） - 徳川義宜、第16代尾張藩主（+ 1875年）
- 7月7日(安政5年5月27日) - 志摩清直、海軍軍人(最終階級:海軍大尉) (+ 1894年)
- 7月16日 - ウジェーヌ・イザイ、指揮者・作曲家・ヴァイオリニスト（+ 1931年）
- 8月2日（安政5年6月23日） - 成瀬仁蔵、牧師・教育者（+ 1919年）
- 8月15日 - イーディス・ネズビット、児童文学作家（+ 1924年）
- 8月21日 - ルドルフ、オーストリア皇太子（+ 1889年）
- 8月22日 - コンスタンチン・コンスタンチノヴィチ、ロシアの皇族・劇作家（+ 1915年）
- 9月7日（安政5年8月1日） - 團琢磨、実業家（+ 1932年）
- 9月12日 - フェルナン・クノップフ、画家（+ 1921年）
- 9月15日 - イェネー・フバイ、ヴァイオリニスト・作曲家（+ 1937年）
- 9月16日 - アンドルー・ボナー・ロー、イギリスの首相（+ 1923年）
- 9月24日（安政5年8月18日） - 藤井較一、海軍軍人（+ 1926年）
- 9月24日（安政5年8月18日） - 櫻井錠二、化学者（+ 1939年）
- 9月25日 - アルブレヒト・ペンク、地理学者・地質学者（+ 1945年）
- 10月2日 - イェラルド・ドゥ・イェール、地質学者（+ 1943年）
- 10月11日 - ニルス・キュレーゲル、画家（+ 1930年）
- 10月16日（安政5年9月10日） - 富井政章、法学者・教育者（+ 1935年）
- 10月26日（安政5年9月20日） - 島村速雄、海軍軍人（+ 1923年）
- 10月27日 - セオドア・ルーズベルト、第26代アメリカ合衆国大統領（+ 1919年）
- 11月1日 - ジョセフ・ティレル、地質学者・古生物学者（+ 1957年）
- 11月11日 - マリ・バシュキルツェフ、画家・彫刻家・作家（+ 1884年）
- 11月20日 - セルマ・ラーゲルレーヴ、女流小説家（+ 1940年）
- 12月2日（安政5年10月27日） - 斎藤実、海軍軍人・第30代内閣総理大臣（+ 1936年）
- 12月20日 - ヤン・トーロップ、画家（+ 1928年）
- 12月22日 - ジャコモ・プッチーニ、作曲家（+ 1924年）
- 12月22日 - 快楽亭ブラック、落語家（+ 1923年）
- 12月24日（安政5年11月20日） - 尾崎行雄、政治家（+ 1954年）
- 12月28日 - リッカルド・ベリ、画家（+ 1919年）

## 死去
- 1月5日 - ヨーゼフ・ラデツキー、貴族・軍人（* 1766年）
- 1月30日 - コンラート・ヤコブ・テミンク、鳥類学者（* 1778年）
- 3月4日 - マシュー・ペリー、米国の海軍軍人（* 1794年）
- 4月3日 - ジギスムント・フォン・ノイコム、作曲家・ピアニスト（* 1778年）
- 4月7日 - アントニオ・ディアベリ、作曲家（* 1781年）
- 4月21日（安政5年3月8日） - 大原幽学、農政学者（* 1797年）
- 4月28日 - ヨハネス・ペーター・ミュラー、ドイツの生理学者・解剖学者（* 1801年）
- 6月3日 - ユリウス・ロイプケ、音楽家（* 1834年）
- 6月10日 - ロバート・ブラウン、英国の植物学者（* 1773年）
- 6月15日 - アリ・シェフェール、画家（* 1795年）
- 6月21日（安政5年5月11日） - 月性、尊皇攘夷派の僧（* 1817年）
- 8月14日（安政5年7月6日） - 徳川家定、江戸幕府第13代征夷大将軍（* 1824年）
- 8月24日（安政5年7月16日） - 島津斉彬、薩摩藩第11代藩主（* 1809年）
- 8月24日（安政5年7月16日） - 鷹見泉石、蘭学者（* 1785年）
- 8月26日（ 安政5年7月18日） - 市河米庵、書家（* 1779年）
- 9月25日（安政5年8月19日） - 鹿持雅澄、国学者（* 1791年）
- 10月5日（安政5年8月29日） - 渋江抽斎、医師・考証家・書誌学者（* 1805年）
- 10月8日（安政5年9月2日） - 梁川星巌、漢詩人（* 1789年）
- 10月12日（安政5年9月6日） - 歌川広重、浮世絵師（* 1797年）
- 10月30日（安政5年9月24日） - 山東京山、戯作者（* 1769年）
- 11月15日 - ヨハンナ・キンケル、作曲家・小説家（* 1810年）
- 11月17日 - ロバート・オウエン、英国の社会主義者（* 1771年）
- 12月20日（安政5年11月16日） - 月照、尊皇攘夷派の僧（* 1813年）